# Балтзелл, Уинтон
Уинтон Джеймс Балтзелл (англ. Winton James Baltzell; 18 декабря 1864, Ширманстаун, округ Камберленд, Пенсильвания — 10 января 1928, Нью-Йорк) — музыкальный педагог, редактор, композитор. Сын Исайи Балтзелла.
Учился в Гаррисберге, в 1884 году окончил Колледж Ливанской долины со степенью бакалавра искусств, в 1889—1889 гг. продолжал образование в Консерватории Новой Англии. В 1890—1891 гг. частным образом учился в Лондоне у Фредерика Бриджа (композиция) и Уильяма Шейкспира (вокал), по возвращении в США учился в Пенсильванском университете у Хью Арчибальда Кларка.
В 1890—1897 гг. работал в Рединге как органист и учитель музыки. В 1897—1909 гг. главный редактор филадельфийского музыкального журнала The Etude, одновременно в 1899—1900 гг. преподавал историю и теорию музыки в Уэслианском университете Огайо. В 1907 году перебрался в Бостон и сменил Томаса Тэппера на посту главного редактора журнала The Musician, которым руководил до 1919 года. После этого работал секретарём Национальной академии музыки — учебного заведения в Нью-Йорке.
Балтзеллу принадлежит учебник «Всеобщая история музыки» (англ. A Complete History of Music; 1905) и краткий «Словарь музыкантов» (англ. Baltzell’s Dictionary of Musicians; 1911). Среди его музыкальных сочинений преобладают церковные гимны и песни, в том числе на слова Ричарда Уотсона Гилдера и Эдмунда Кларенса Стедмена.